# مایتو
مایتو (انگلیسی: Meitu) شرکت الکترونیک چینی است، که در سال ۲۰۰۸ تأسیس شد.